# Parafia św. Józefa w Krakowie (Podgórze)
Parafia św. Józefa w Krakowie (Podgórze) – parafia rzymskokatolicka należąca do dekanatu Kraków-Podgórze archidiecezji krakowskiej  w Krakowie, utworzona w 1818 roku.

## Historia parafii
w roku 1784, w uniwersale cesarza Józefa II, akcie założycielskim miasta Podgórze, znalazł się artykuł, dotyczący konieczności budowy kościoła w nowo ukonstytuowanym mieście. Jednak, mimo że dekret ten wydany został, to powstania samodzielnej parafii podgórzanie doczekali się dopiero 19 kwietnia 1818 roku. Do użytku wiernych i ks. Alojzego Owsińskiego, pierwszego proboszcza podgórskiego, oddano skromną kaplicę w Oekonomie Gebaeude, budynku rządowym. W pomieszczeniu tym znajdował się wcześniej magazyn mundurów.
W roku 1832 na Rynku Podgórskim powstał kościół św. Józefa, wybudowany według projektu budowniczego miejskiego Franciszka Brotschneidera. Kościół ten, wzniesiony w stylu klasycyzującym, cechował się bardzo prostą konstrukcją, przypominając prostą skrzynię z niską wieżą od frontu. Wyposażono go w sprzęty pochodzące ze zburzonego (1835–1838) kościoła Wszystkich Świętych w Krakowie.
Świątynia ta okazała się zbudowana wadliwie i już na początku XX w. pojawiła się konieczność rozebrania jej. Do dziś jedyną pamiątką po starym kościele jest wznosząca się na tyłach nowej świątyni murowana dzwonnica z 1879 roku.
W 1905 roku został rozebrany stary kościół, a 13 maja tegoż roku miało miejsce poświęcenie i wmurowanie kamienia węgielnego pod nową świątynię. 24 października 1909 roku odbyła się uroczystość konsekracji.
19 marca 2021 roku metropolita krakowski abp Marek Jędraszewski ustanowił archidiecezjalne sanktuarium w kościele parafialnym pw. św. Józefa.

## Proboszczowie
- ks. Franciszek Kołacz (1982–2006)[2]
- ks. Antoni Bednorz (?– )[3]

## Wspólnoty parafialne
W parafii działają wspólnoty:
- Duszpasterska Rada parafialna
- Fundacja Charytatywna św. Józefa
- Wspólnoty Kręgi Domowego Kościoła
- Żywy Różaniec
- Mężczyźni św. Józefa
- Liturgiczna Służba Ołtarza
- Schola „Nutki św. Józefa”
- Bunkier po latach
- Formacja Męskiej Tożsamości
- Adoremus
- Grupy Rodzinne - Nar Anon
- Quo Vadis
- Bractwo św. Józefa
- Klub św. Hildegardy
- Schola dorosłych
- Macierzanka
- Skauci Europy
- Vera Icon
- Współpraca Misyjna
- Wspólnoty:

## Zasięg parafii
Ulice: św. Benedykta, pl. Bohaterów Getta, Brodzińskiego, Celna, Czarnieckiego, Czyżówka, Dąbrowskiego, Dąbrówki, Dekerta, Dembowskiego, Hetmańska, Janowa Wola, Józefińska, Kalwaryjska 9 i parzyste do 22, Kącik, Kiełkowskiego, św. Kingi, Kopiec Krakusa, Kraka, Krakusa, Lanckorońska, pl. Lasoty, Legionów Piłsudskiego, Limanowskiego, Lipowa, Ludowa, Lwowska, Mariewskiego, Mydlarska, Na Dołach 5–7, Nadwiślańska, Na Zjeździe, pl. Niepodległości, Parkowa, Piwna, al. Pod Kopcem, Potiebni, Przemysłowa, Przy Moście 1–2, pl. Przystanek, Powstańców Wielkopolskich, Radosna, Rejtana, Rękawka, Robotnicza, Romanowicza, Rynek Podgórski, Sokolska 1–2, Solna, Staromostowa, Stawarza, Ślusarska, Targowa, Tarnowskiego, Tatrzańska, Traugutta, Wałowa, Wapienna, Warneńczyka nry parzyste, Węgierska, Wielicka nry nieparzyste do 19 i nry parzyste do 26a, Zabłocie, Zamknięta, Zamoyskiego nry parzyste do 20, nieparzyste do 7, Za Torem, Zaułek

## Kamieniołom
W podziemiach budynku plebanii mieści się Kamieniołom im. Jana Pawła II miejsce działalności kulturalnej i duszpasterskiej.